# BRTC
BRTC este televiziunea națională de stat și de radio a Republicii Belarus. În anul 2010, Concursul Muzical Eurovision Junior s-a desfășurat în Belarus, BRTC transmițând pe postul principal evenimentul. Transmisiunile sunt în limba de stat dar și în rusă.

## Aderarea la EBU
Pe data de 1 ianuarie 1993 , BRTC a aderat la EBU, cu unanimitate de voturi.